# Rupert Nurse
Rupert Theophilus Nurse (* 26. Dezember 1910 in Port of Spain; † 18. März 2001 in Arima) war ein trinidadischer Jazz- und Unterhaltungsmusiker (Kontrabass, Piano, Saxophon, Arrangements). Er half, Brücken zwischen dem Jazz und dem Calypso zu bauen.

## Leben und Wirken
Nurse verbrachte seine Kindheit teils in Trinidad, teils in Venezuela. Nachdem er seine Schulausbildung absolviert hatte, ging er für vier Jahre als Lehrer nach Tobago, arbeitete aber auch in der Industrie. Nebenbei brachte er sich als Autodidakt das Klavier-, Bass- und Saxophonspiel bei und lernte mit Fernkursen das Arrangieren. Mit dem aus Guayana stammenden Saxophonisten Wally Stewart gründete er eine Bigband, die Moderneers, die Swing und andere amerikanische Tanzmusik spielte, aber auch von ihm arrangierte Calypsos.
Während des Zweiten Weltkrieges spielte er für amerikanischer Soldaten; 1945 zog er nach London, wo er im Antilles Club als Bassist tätig war. Er spielte mit Musikern wie Winifred Atwell, Fitzroy Coleman, Leslie “Jiver” Hutchinson, Cab Kaye und Billy Mo, mit denen er teilweise auch auf Europatournee und ins Aufnahmestudie ging. Als der Calypso in Europa populär wurde. wurde er der Leiter der Band von Melodisc Records, für die er auch arrangierte. 1953 nahm er mit Lord Kitchener auf, aber auch mit Mary Lou Williams. Nurse war auch als Lehrer tätig und hatte bis in die 1980er Jahre ein Trio, mit dem er in London auftrat. Nach seiner Rückkehr nach Trinidad wirkte er weiter als Arrangeur.